# Psychotria archboldiana
Psychotria archboldiana är en måreväxtart som beskrevs av Francis Raymond Fosberg. Psychotria archboldiana ingår i släktet Psychotria och familjen måreväxter. Inga underarter finns listade i Catalogue of Life.